# ماساو ناكاياما
ماساو ناكاياما (بالإنجليزية: Masao Nakayama)‏ هو دبلوماسي وسياسي ميكرونيسي، ولد في 1941 في ولاية تشوك في ولايات ميكرونيسيا المتحدة، وتوفي في 13 نوفمبر 2011.